# الفریده کاون
الفریده کاون (آلمانی: Elfriede Kaun؛ ۵ اکتبر ۱۹۱۴ – ۵ مارس ۲۰۰۸) ورزشکار پرش ارتفاع زن اهل آلمان بود.
وی در مسابقات کشوری و بین‌المللی در مجموع برندهٔ ۱ مدال برنز شده‌است.